# Браништеа (Мехединци)
Браништеа (рум. Braniștea) насеље је у Румунији у округу Мехединци у општини Браништеа. Oпштина се налази на надморској висини од 82 m.

## Становништво
Према подацима из 2002. године у насељу је живело 1648 становника, од којих су сви румунске националности.